# Roekeloos en tergend geding
Roekeloos en tergend geding is een begrip uit het Belgische socialezekerheidsrecht, niet te verwarren met tergend of roekeloos geding. De woorden "roekeloos en tergend geding" werden voor het eerst gebruikt in de wet van 20 maart 1948.
Het begrip "roekeloos en tergend geding" treft men aan in artikel 68 van de Arbeidsongevallenwet van 1971. Behalve wanneer de eis roekeloos en tergend is, vallen alle gerechtskosten betreffende vorderingen gesteund op de Arbeidsongevallenwet ten laste van de arbeidsongevallenverzekeraar. De eis moet in dit geval zowel roekeloos als tergend zijn; zij moet beide kenmerken vertonen. Er moet sprake zijn van kwade trouw. Concreet betekent dit dat het slachtoffer van een arbeidsongeval dat zijn proces tegen de arbeidsongevallenverzekeraar verliest niet veroordeeld zal worden tot de gerechtskosten. De arbeidsongevallenverzekeraar zal altijd tot de gerechtskosten veroordeeld worden, behalve wanneer de eis van het slachtoffer van het arbeidsongeval roekeloos en tergend is. De eis van het slachtoffer van een arbeidsongeval zal roekeloos en tergend zijn, wanneer het slachtoffer zich schuldig maakt aan simulatie tijdens het deskundig onderzoek door een wetsgeneesheer.
Inzake beroepsziekten heeft men een soortgelijke regeling als inzake arbeidsongevallen (artikel 53, al. 2, van de Beroepsziektenwet).